# Yangon
Yangon (in birmano ရန်ကုန်, in passato nota anche  come Rangoon o Rangun) è una città della Birmania di 5 160 512 abitanti, capoluogo dell'omonima regione. È stata la capitale della Birmania dall'indipendenza nel 1948 fino al 6 novembre 2005, quando la giunta militare decise di trasferire la capitale a Naypyidaw, nella divisione di Mandalay.
Yangon è la città più popolosa della Birmania, nonché il principale centro economico del paese, ed ha uno dei porti commerciali più importanti d'Asia. Essendo anche stata capitale della Birmania britannica, è la città del Sud-est asiatico col maggior numero di edifici risalenti all'era coloniale. Sin dalla sua fondazione è stata un importante centro religioso, sede della pagoda Sule, situata al centro della città, e della pagoda Shwedagon, la più importante e sacra per i birmani.

## Geografia fisica
Capoluogo dell'omonima Regione di Yangon, per lungo tempo è stata conosciuta come Rangoon, anglicizzazione del nome locale (talvolta scritto in italiano Rangun). La città è situata alla convergenza dei fiumi di Bago e di Yangon ed è a circa 30 chilometri dal golfo di Martaban.

## Storia
Fondata col nome Dagon dai mon nell'XI secolo attorno alla preesistente pagoda Shwedagon, era inizialmente un piccolo villaggio di pescatori. Nel corso della campagna con cui riunificò il paese, re Alaungpaya nel 1755 conquistò Dagon, le diede il nome Yangon e la ingrandì. Fu conquistata dai britannici durante la prima guerra anglo-birmana (1824-1826), al termine della quale fu riconsegnata ai birmani. Un incendio la distrusse nel 1841.

### Periodo coloniale
I britannici si impadronirono di Yangon, che ribattezzarono Rangoon, e di tutta la Bassa Birmania con la seconda guerra anglo-birmana del 1852, e trasformarono la città nel maggior centro politico e commerciale del paese. Vennero costruiti nuovi quartieri nella zona del delta del fiume Yangon. Divenne la capitale della colonia quando fu conquistata anche l'Alta Birmania nella terza guerra anglo-birmana nel 1885. Nel giro di pochi anni fu notevolmente sviluppata dal punto di vista commerciale ed ingrandita con la costruzione dei nuovi quartieri a nord del lago Reale e del lago Inya. In questo periodo furono costruiti anche l'ospedale generale e l'Università di Rangoon.
Notevolmente abbellita con laghi e palazzi che fondevano nuove tendenze alla tradizionale architettura in legno, Yangon fu definita la "città-giardino dell'oriente". All'inizio del XX secolo, Yangon era dotata di servizi ed infrastrutture secondo il modello in uso a Londra. I colonizzatori favorirono l'immigrazione di molti cittadini di altri paesi dell'India britannica e negli anni trenta, su un totale di mezzo milione di abitanti, il 55% proveniva dall'India e paesi limitrofi, circa un terzo erano di etnia bamar (birmani) e gli altri erano membri delle minoranze etniche che tuttora vivono nel paese.
Alla fine della prima guerra mondiale, Yangon divenne il centro dei movimenti indipendentisti birmani, guidati dagli studenti di sinistra dell'Università di Rangoon. In città vennero organizzati i tre scioperi generali contro i britannici del 1920, 1936 e 1938. Durante la seconda guerra mondiale fu occupata dalle truppe dell'Impero del Giappone dal 1942 al 1945, subì gravi danneggiamenti e venne ripresa dagli Alleati nel maggio del 1945.

### Dopo l'indipendenza
Yangon divenne la capitale della Birmania il 4 gennaio 1948, quando il paese ottenne l'indipendenza dai britannici. In breve divenne oggetto di un'intensa inurbazione e furono costruite diverse città-satelliti come Thaketa, Nord Okkalapa e Sud Okkalapa negli anni Cinquanta, e Hlaingthaya, Shwepyitha e Sud Dagon negli anni Ottanta. Durante il periodo in cui fu al potere Ne Win (1962–88), le infrastrutture cittadine non furono sottoposte a manutenzione e si deteriorarono sensibilmente. Molti degli immigrati furono cacciati, ma vi sono tuttora discrete comunità di cinesi e indiani. I britannici lasciarono il paese dopo l'indipendenza. Con le riforme del periodo successivo da parte della giunta militare, il paese uscì dall'isolazionismo. Furono abbattute molte delle cadenti strutture coloniali cittadine ed i loro abitanti furono spostati nelle nuove zone conurbate. Una parte delle residenze e degli edifici commerciali tradizionali (taik) furono ricostruite o ristrutturate nei quartieri centrali di Yangon.

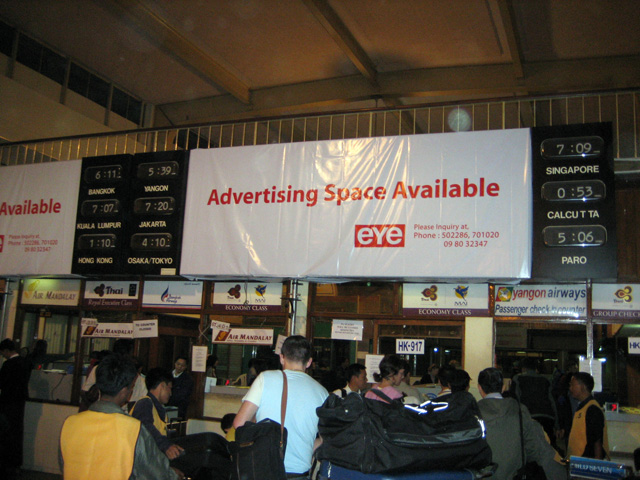
L'aeroporto di Yangon

Furono costruiti lussuosi alberghi, centri commerciali e moderni uffici grazie agli investimenti stranieri. Il governo cittadino pose il veto sull'abbattimento di 200 edifici coloniali dichiarandoli patrimonio nazionale. Tra le opere che hanno cambiato il volto della città vi sono 6 nuovi ponti sul fiume e 5 superstrade che collegano Yangon ai nuovi insediamenti e alla zona industriale. Malgrado le modernità introdotte, buona parte di Yangon soffre tuttora di disservizi, con frequenti black-out della fornitura di energia elettrica e gravi carenze della nettezza urbana.
Tra le relative innovazioni introdotte dalla nuova giunta, vi fu il cambiamento nel 1989 di molti dei nomi geografici nazionali, tra cui Rangoon, che ritornò a chiamarsi Yangon, e Birmania (Burma in inglese), che divenne Myanmar. Tali cambiamenti hanno trovato le resistenze di molti sia nel paese che all'estero. Tra le istituzioni che hanno continuato ad usare il termine Burma, vi sono la rete radio-televisiva BBC britannica ed i governi del Regno Unito e degli Stati Uniti.
A Yangon ebbero luogo imponenti dimostrazioni anti-governative nel 1974, 1988 e 2007. La grande rivolta del 1988, a cui parteciparono molti degli abitanti, fu duramente repressa dalle forze dell'ordine e centinaia di manifestanti persero la vita. La rivoluzione zafferano del 2007, così chiamata per il colore delle vesti dei molti monaci che vi presero parte attivamente, vide lo sterminio di molti dei partecipanti, alcuni dei quali furono cremati per ordine della giunta di governo per cancellare le tracce del massacro.
Nel novembre del 2005, la giunta militare ha spostato la capitale a Naypyidaw, 320 km a nord di Yangon, che resta comunque la più popolosa e industrializzata città del paese. Il ciclone Nargis che ha distrutto buona parte della Bassa Birmania nel 2008, ha provocato un numero relativamente basso di vittime nel centro di Yangon e ha causato danni alle infrastrutture industriali della periferia per un totale di 800 milioni di dollari.

## Monumenti e luoghi di interesse

### Architetture religiose

#### Templi buddisti
- Tempio del Buddha Kyauktawgyi

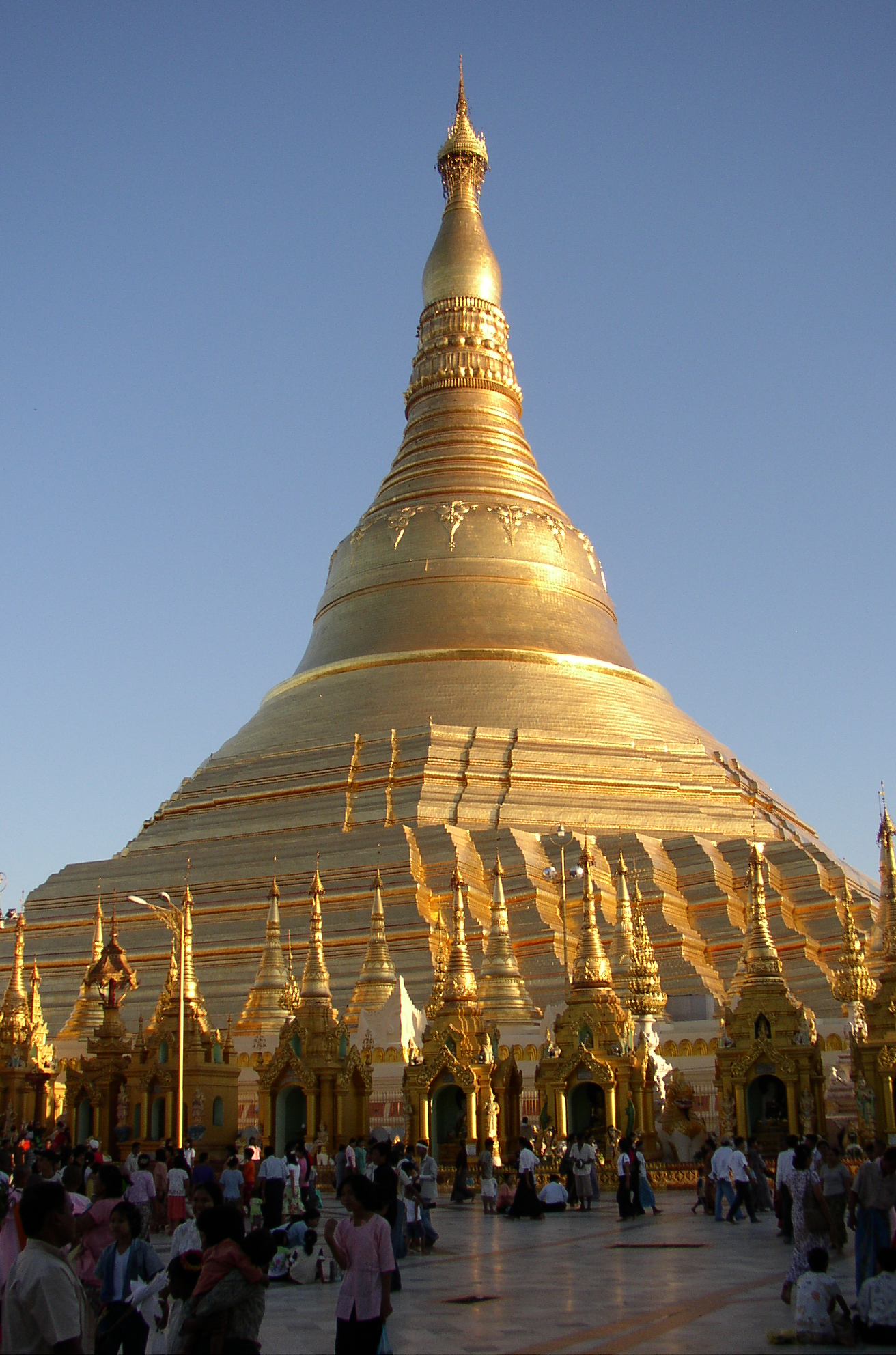
La pagoda Shwedagon

Le principali paya (pagoda birmana) di Yangon sono le seguenti:
- la pagoda Sule, nel cuore geografico della città[16]
- la pagoda Chaukhtatgyi[16]
- la pagoda Ngahtatgyi[16]
- la pagoda Shwedagon, la più importante della città[16]
- la pagoda Botataung[16]
- la pagoda Kaba Aye, costruita negli anni cinquanta del Novecento,[17] e la vicina Maha Pasana Guha, una grotta artificiale costruita in occasione del Sesto Sinodo Buddista tenutosi a Yangon tra il 1954 e il 1956[18]
- la pagoda Maha Wizaya, collegata da un ponte pedonale all'ingresso della Shwedagon, costruita nel 1980 in onore dell'unificazione del Buddismo Theravāda in Birmania[18]

#### Altri luoghi di culto
- il Kheng Hock Keong, il tempio cinese più grande di Yangon[19]
- la Sinagoga Musmeah Yeshua, fondata dalla comunità sefardita a inizi Novecento[19]
- alcuni templi induisti come lo Sri Sri Siva Krishna, lo Shri Kali e lo Sri Devi, che costituiscono il fulcro centrale del Festival Murugu[19]
- La cattedrale della Santissima Trinità, la principale cattedrale anglicana del Myanmar.

### Altri luoghi

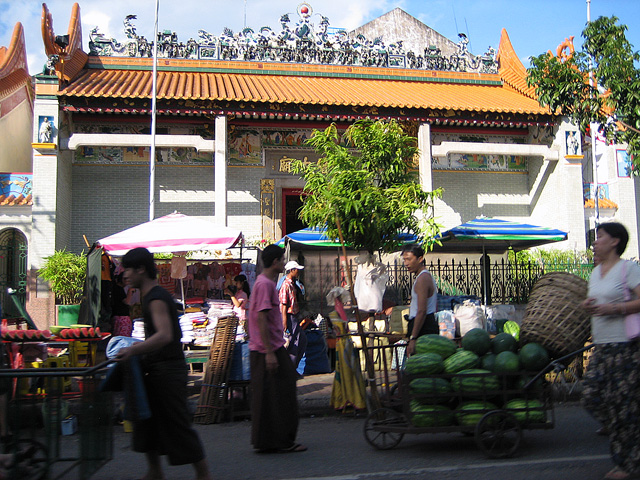
La Chinatown di Yangon

Le aree mercatali più note di Yangon sono il mercato Bogyoke Aung San e la Chinatown. Un sito naturalistico di grande interesse è il lago Kandawgyi, oltre al lago Inya sito a nord della città.
Di fronte alla pagoda Shwedagon si trova il parco del Popolo, che interseca la piazza del Popolo, classico esempio di architettura urbana socialista.

## Cultura

### Istruzione

#### Musei
- il Museo nazionale di Yangon, che ospita reperti come il Sihasana (trono del leone) appartenuto a Thibaw Min[19]
- il Museo e mercato delle pietre preziose,[20] che ospita lo zaffiro più grande al mondo, proveniente da Mogok[21]
- la Vetreria di Na-Gar, che vanta una collezione di cristalli soffiati, e che ha prodotto gli occhi del Buddha disteso sito nella pagoda Chaukhtatgyi[21]

## Infrastrutture e trasporti
Le infrastrutture di Yangon sono poco sviluppate rispetto a quelle di altre città importanti dell'Asia sudorientale. Lo sviluppo che ha avuto inizio verso la fine del XX secolo è dovuto principalmente agli investimenti stranieri, soprattutto quelli di Singapore e della Cina. La città ha il più grande numero di costruzioni coloniali in Asia Sudorientale. I servizi governativi all'interno delle costruzioni coloniali, come il palazzo che ospitava l'Alta Corte di Giustizia, il mercato di Bogyoke e l'ospedale generale, sono stati posti nel 1996 in un elenco di patrimoni birmani da salvaguardare. Yangon è membro della rete delle 21 più importanti città asiatiche.
Tutti i voli internazionali atterrano all'Aeroporto Internazionale di Yangon, che si trova a 19 chilometri dal centro della città. Nel territorio comunale di Yangon è vietato usare biciclette e motorini. Gli autobus sono molto affollati e obsoleti, al pari dei treni dell'antiquata rete ferroviaria nazionale. Le automobili, costose per il potere d'acquisto della maggior parte dei birmani, sono diventate comuni nelle vie di Yangon, provocando una maggiore congestione del traffico. Il governo stabilisce restrizioni nell'importazione di automobili straniere: come risultato il mercato nero è la prima fonte di importazione di auto, di solito prodotte in Thailandia o in Cina.

## Amministrazione

### Gemellaggi
- Katmandu

## Galleria d'immagini

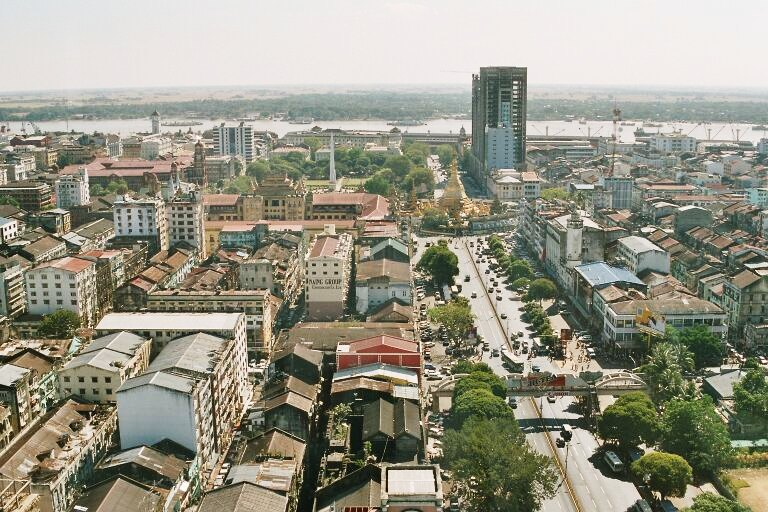
La periferia di Yangon
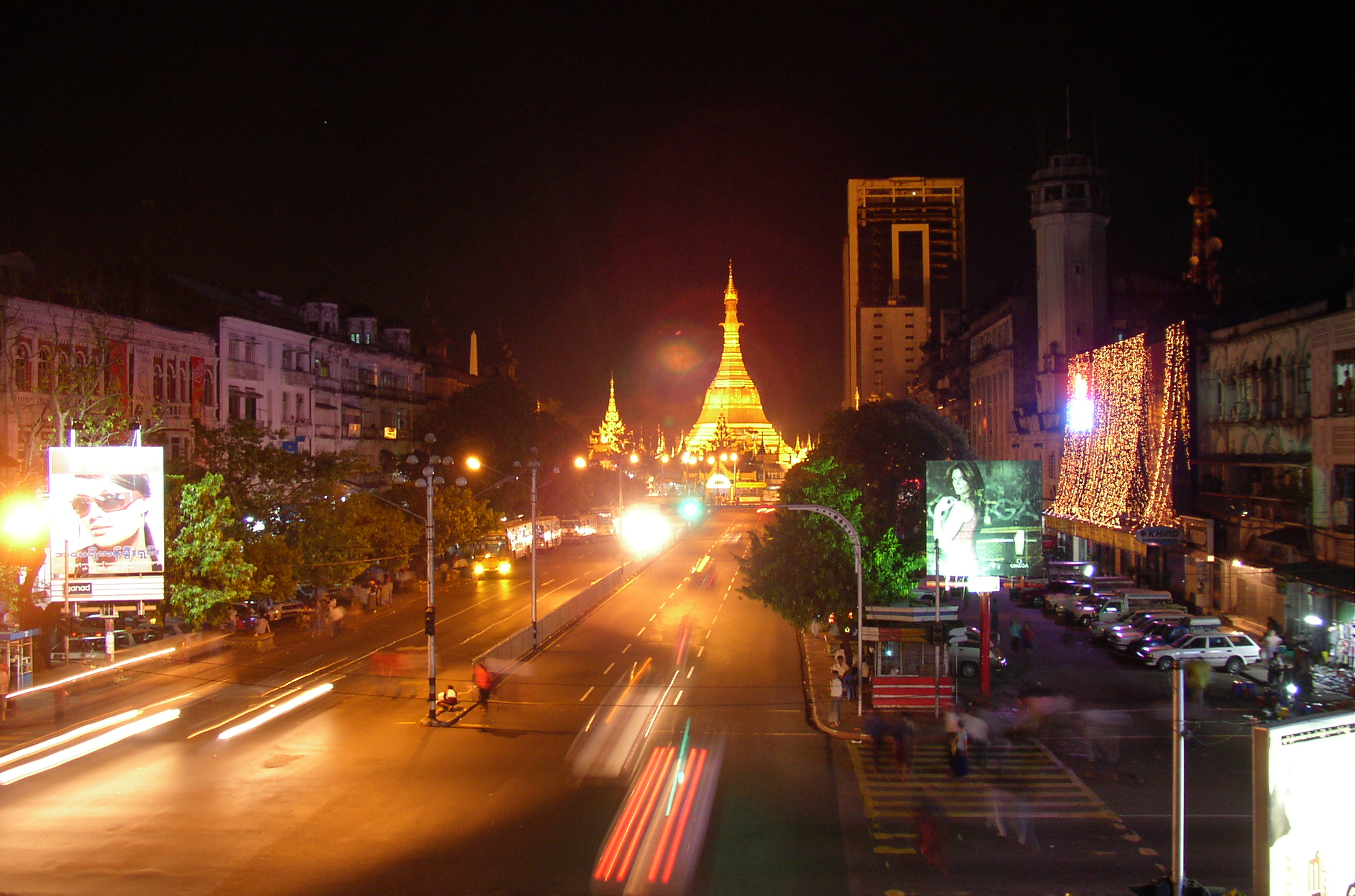
Centro di Yangon di notte
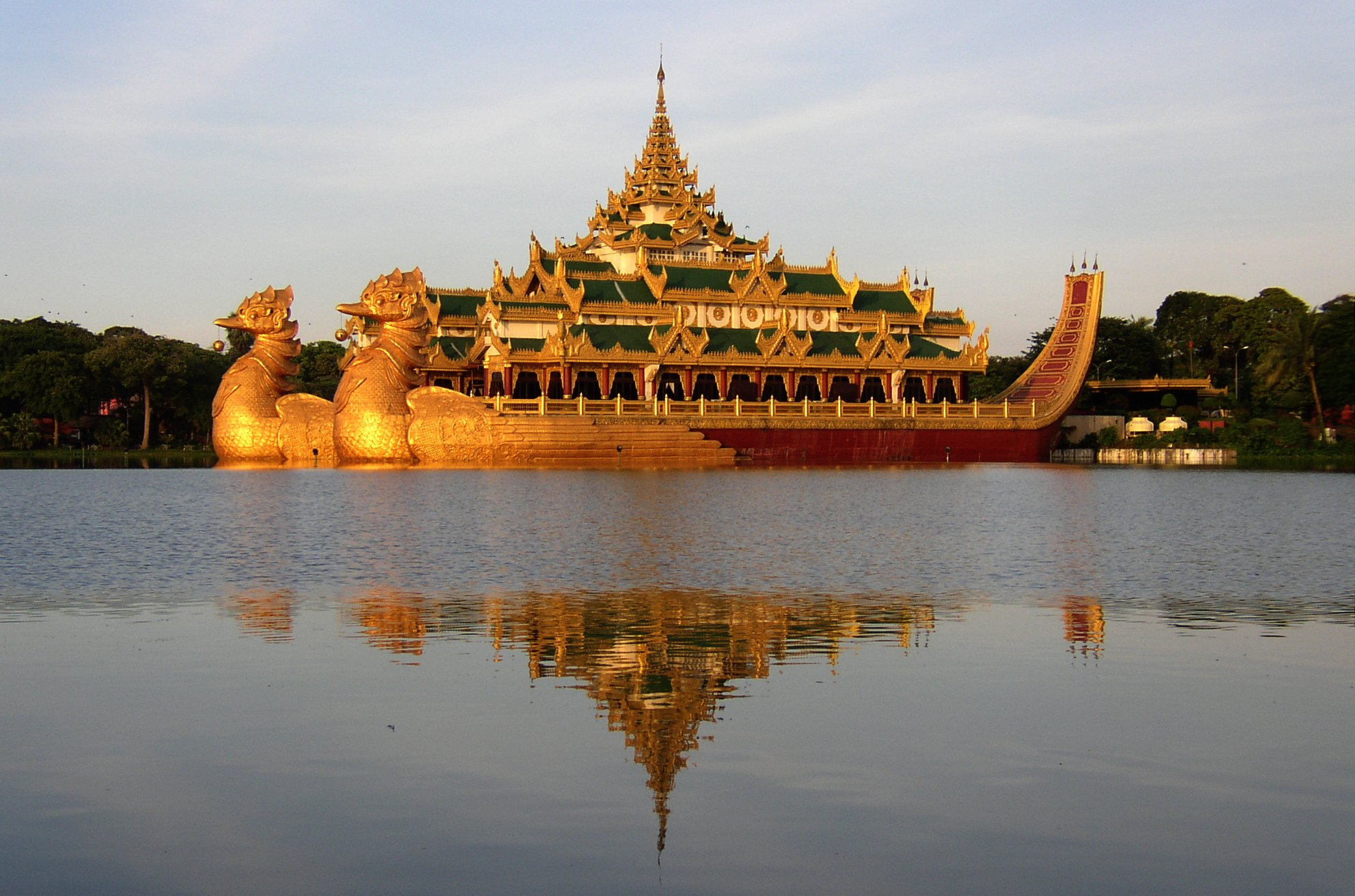
Il palazzo Karaweik sul lago Kandawgyi
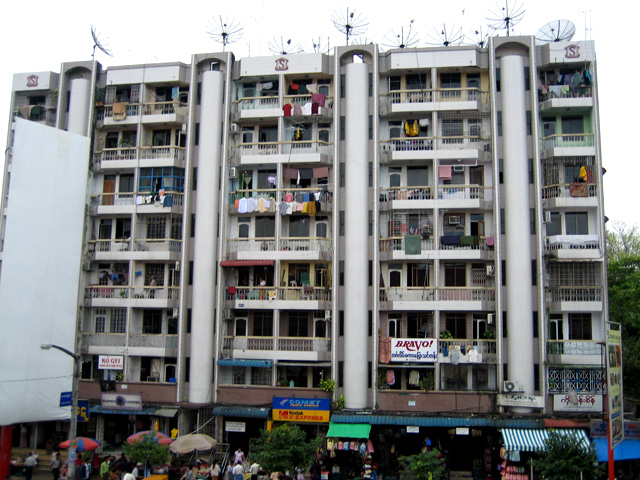
Grattacieli del centro
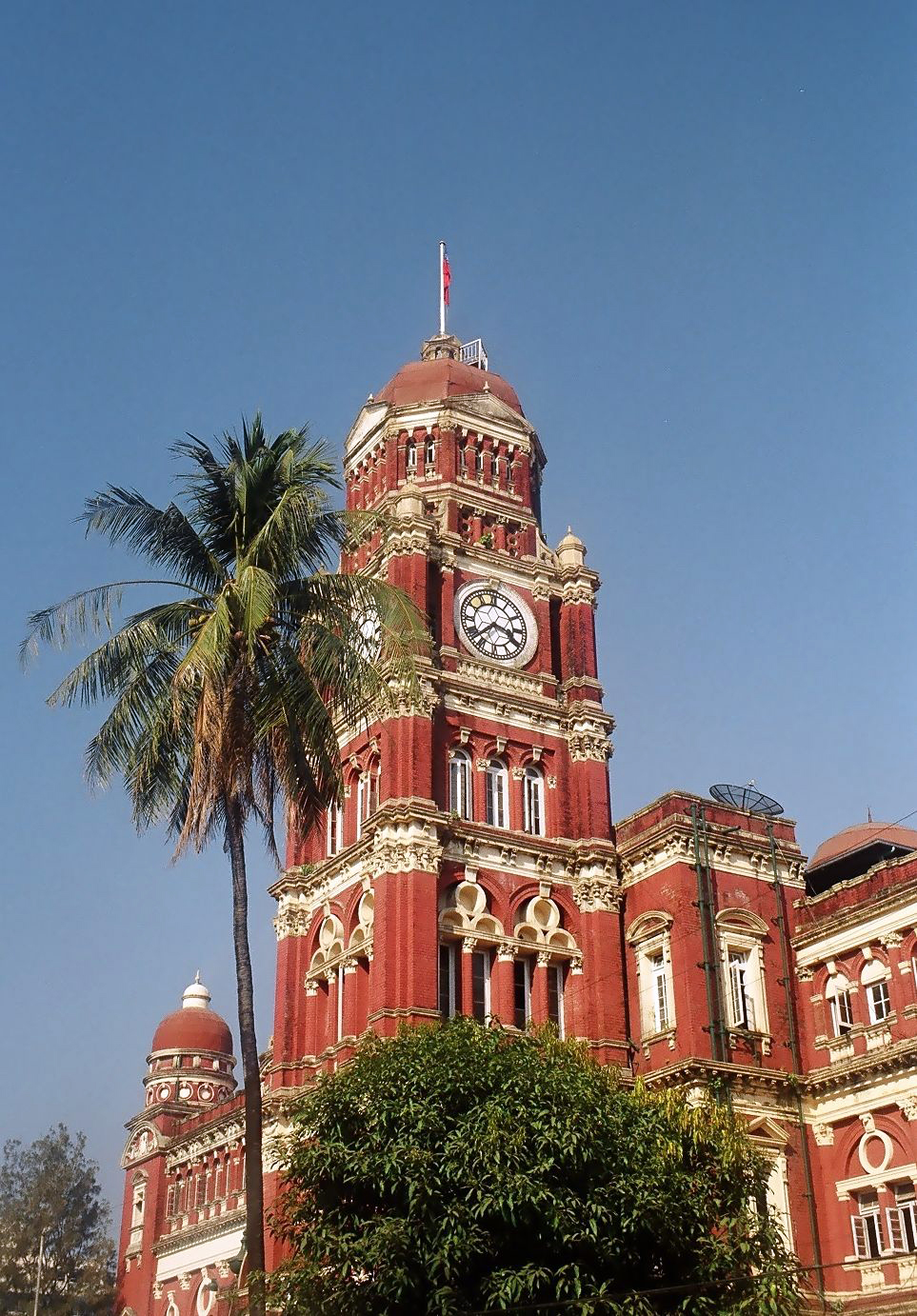
L'Alta Corte di Giustizia vista dal giardino di Mahabandoola
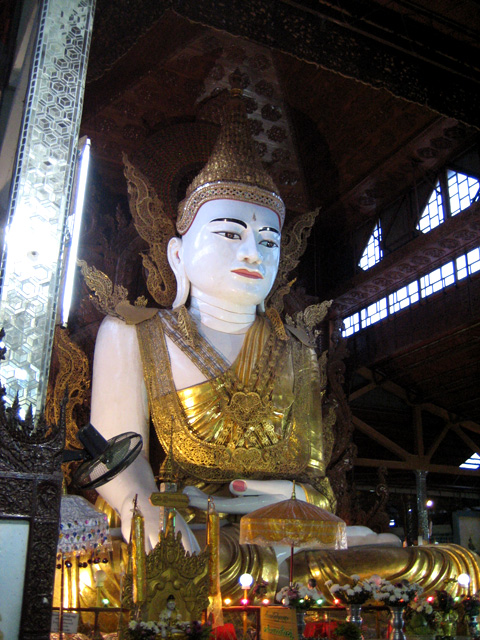
Ngahtatgyi Buddha
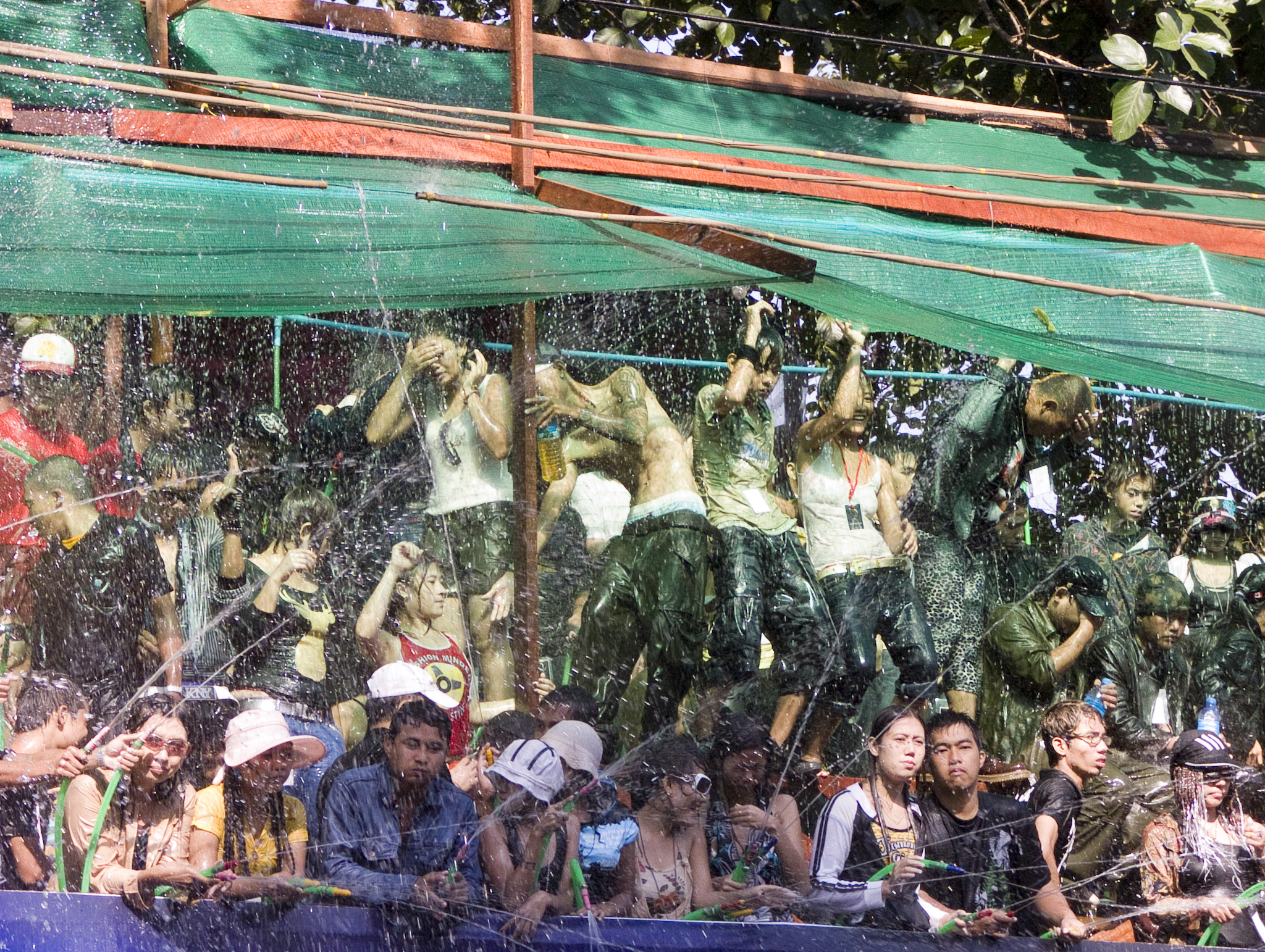
Thingyan, il capodanno buddhista a Yangon